# Ognjen Mudrinszki
Ognjen Mudrinszki, (Szenttamás, 1991. november 15. –) szerb utánpótlás válogatott labdarúgó, az Akragas játékosa, csatár.

## Pályafutása

### Klubcsapatokban
Mudrinszki a szerb Vojvodina csapatának akadémiáján nevelkedett, a szerb élvonalban 2010. április 11-én góllal debütált egy OFK Beograd elleni mérkőzésen. 2017 és 2019 között a Čukarički csapatában futballozott; a 2018–2019-es szezonban beválasztották a szerb bajnokság szezonjának csapatába. A 2021–2022-es szezonban a szlovén NK Maribor kölcsönjátékosaként huszonhét bajnoki mérkőzésen tizenhét gólt szerzett, amellyel a bajnokság gólkirályi lett, valamint a szlovén gólkirályi és az év játékosa címet is elnyerte. 2023. szeptember 7-én visszatért a Spartak Suboticához. A szezon végén távozott. 2024. szeptemberében csatlakozott a szerb másodosztályú FK Mladost Novi Sad csapatához. 2025. január 7-én az olasz negyedosztályú Akragas igazolta le.

#### Újpest
2023 januárjaban a magyar élvonalbeli Újpest FC-hez igazolt. Első mérkőzését 2023. január 29-én egy győztes mérkőzésen játszotta a Budapest Honvéd ellen, ebből a mérkőzésből Lirim Kastratinak adott gólpasszával vette ki a részét. Első gólját 2023. február 5-én szerezte az ősi rivális Ferencváros ellen. Áprilisban csapata Zalaegerszeg elleni mérkőzésén megsérült, és ezt követően a szezon hátralévő részében nem tudott pályára lépni.
2023. július 6-án bejelentették, hogy a klub és Mudrinszki közös megegyezéssel szerződést bontottak. A szerb támadó összesen 10 tétmérkőzésen játszott 3 gólt és 1 gólpasszt szerzett.

### A válogatottban
Többszörös szerb utánpótlás válogatott.

## Sikerei, díjai
- NK Maribor:
  - Szlovén bajnok: 2021–22
  - Szlovén gólkirály: 2021–22 (17 gól)
  - Szlovén bajnokság év játékosa: 2021–22
- FK Čukarički:
  - Szerb bajnokság év csapata: 2018–19